# Trichomanes borbonicum
Trichomanes borbonicum là một loài dương xỉ trong họ Hymenophyllaceae. Loài này được Bosch mô tả khoa học đầu tiên năm 1861.